# Sawbwa resplendens
Sawbwa resplendens è un piccolo pesce d'acqua dolce appartenente alla famiglia Cyprinidae, unico rappresentante del genere Sawbwa.

## Distribuzione e habitat
Questa specie è diffusa nelle acque dolci del Lago Inle, in Myanmar, dove è molto diffuso in banchi numerosi anche in stagni e paludi attorno al lago (durante le stagioni delle piogge). Abita acque paludose e ricche di torba.

## Descrizione
Presenta un corpo snello e allungato, con profili dorsale e ventrale leggermente arcuati. Gli occhi sono grandi. Le pinne sono triangolari, con i vertici arrotondati. Il dimorfismo sessuale è evidente con la differenza di livrea: i maschi presentano un colore di fondo grigio azzurro con riflessi metallici. La testa è rosso vivo, così come rossi sono le due parti terminali dei lobi della pinna caudale. Le pinne sono trasparenti. La femmina invece è giallastra tendente al trasparente, il sacco addominale argenteo e ben visibile. Le pinne sono trasparenti.

Le dimensioni sono minute: raggiunge i 2,5 cm.

## Pesca
Nei luoghi d'origine è spesso utilizzato come esca.

## Riproduzione
La fecondazione è esterna: le coppie depongono le uova tra la fitta vegetazione, raggruppandole insieme.

## Acquariofilia
Non molto conosciuto, è però commercializzato nel paese d'origine per l'acquariofilia e allevato dagli appassionati.